# الرجال بن عنفوة الحنفي
الرجال بن عنفوة بن نهشل الحنفي البكري (11 هـ / 633م) من رجال بني حنيفة من بكر بن وائل من أهل اليمامة، والرجال لقبه وأسمه نهار بن عنفوة، وهو من الذين إرتدوا عن الإسلام وأتبعوا مسيلمة الكذاب وقاتل معه ضد المسلمين في معركة الحديقة وقُتَل فيها وكان من أكابر أصحاب مسيلمة الكذاب قال ابن كثير الدمشقي: «جعل مسيلمة الكذاب الرجال بن عنفوة على ميسرة جيشه في معركة الحديقة». وقال ابن الأثير الجزري: «وقُتَل الرجال بن عنفوة في معركة اليمامة على يد زيد بن الخطاب».

## نسبه
هو الرجال بن عنفوة بن نهشل الحنفي البكري من بني حنيفة بن لجيم بن صعب بن علي بن بكر بن وائل.